# Volksabstimmungen in der Schweiz 1977
Dieser Artikel bietet eine Übersicht der Volksabstimmungen in der Schweiz im Jahr 1977.
In der Schweiz fanden auf Bundesebene 14 Volksabstimmungen statt, im Rahmen von vier Urnengängen am 13. März, 12. Juni, 25. September und 4. Dezember. Dabei handelte es sich um sieben Volksinitiativen (davon zwei mit dazu gehörendem Gegenentwurf), fünf obligatorische Referenden und zwei fakultative Referenden.

## Abstimmungen am 13. März 1977

### Ergebnisse
| Nr. | Vorlage | Art | Stimm- berechtigte | Abgegebene Stimmen | Beteiligung | Gültige Stimmen | Ja      | Nein      | Ja-Anteil | Nein-Anteil | Stände | Ergebnis |
| --- | --- | --- | ------------------ | ------------------ | ----------- | --------------- | ------- | --------- | --------- | ----------- | ------ | -------- |
| 265 | Republikanisches Volksbegehren «zum Schutze der Schweiz» (4. Überfremdungsinitiative)                                                                                                 | VI  | 3'785'693          | 1'711'055          | 45,20 %     | 1'678'724       | 495'904 | 1'182'820 | 29,55 %   | 70,45 %     | 0:22   | nein     |
| 266 | Volksbegehren «für eine Beschränkung der Einbürgerungen» (5. Überfremdungsinitiative)                                                                                                 | VI  | 3'785'693          | 1'711'973          | 45,22 %     | 1'685'055       | 568'867 | 1'116'188 | 33,76 %   | 66,24 %     | 0:22   | nein     |
| 267 | Bundesbeschluss vom 17. Dezember 1976 über die Neuordnung des Staatsvertragsreferendums: Volksinitiative «gegen die Beschränkung des Stimmrechts bei Staatsverträgen mit dem Ausland» | VI  | 3'785'693          | 1'701'901          | 44,95 %     | 1'604'447       | 351'127 | 1'158'376 | 21,88 %   | 78,12 %     | 0:22   | nein     |
| 267 | Gegenentwurf zur Volksinitiative «gegen die Beschränkung des Stimmrechts bei Staatsverträgen mit dem Ausland»                                                                         | GE  | 3'785'693          | 1'701'901          | 44,95 %     | 1'604'447       | 978'999 | '0502'825 | 61,02 %   | 38,98 %     | 20½:1½ | ja       |

### Schutz der Schweiz
Ein halbes Jahre vor der Abstimmung über die «James Schwarzenbach/Schwarzenbach-Initiative» reichte die Republikanische Bewegung im März 1974 ein weiteres Begehren zur «Überfremdung» ein. Sie verlangte in erster Linie, innerhalb von zehn Jahren die ausländische Wohnbevölkerung auf 12,5 Prozent der schweizerischen Wohnbevölkerung herabzusetzen, was die Ausweisung von rund 300'000 Ausländern zur Folge gehabt hätte. Ausserdem sollten Schweizer Arbeitnehmer gegenüber Personen ausländischer Herkunft (insbesondere auch der Niedergelassenen) bei der Arbeitssuche bzw. Arbeitsplatzerhaltung bevorzugt werden. Bundesrat und Parlament betrachteten die Initiative weder aus volkswirtschaftlichen Gründen noch von der Stossrichtung her als tragbar. Ausser den Republikanern und der Nationalen Aktion bekämpften alle Parteien und Wirtschaftsdachverbände das Volksbegehren. Da wegen der schweren Rezession ohnehin bereits mehr als 200'000 ausländische Arbeitskräfte die Schweiz verlassen hatten, wirkte sich dies entscheidend auf die Abstimmungskampagne aus; entsprechend verlief sie wenig intensiv und heftig. Bei einer im Vergleich zu ähnlichen Abstimmungen tiefen Beteiligung lehnten mehr als zwei Drittel der Abstimmenden und alle Kantone die Initiative ab.

### Beschränkung der Einbürgerungen
Ebenfalls vor der Abstimmung über die «Schwarzenbach-Initiative» reichte auch die Nationale Aktion eine Initiative ein, da sie von einer Ablehnung ausging. Sie verlangte, dass höchstens 4000 Personen pro Jahr eingebürgert werden; und zwar so lange, als die gesamte Wohnbevölkerung der Schweiz 5,5 Millionen überschreitet und die Lebensmittelproduktion auf landeseigener Grundlage zur üblichen Ernährung der Wohnbevölkerung nicht ausreicht. So sollte verhindert werden, dass das von den Initianten so bezeichnete «Ausländerproblem» durch vermehrte Einbürgerungen «gelöst» wird. Auch gegen diese Vorlage gab es heftigen Widerstand seitens des Bundesrates, des Parlaments und fast aller Parteien. Die Ablehnung fiel etwas geringer aus als bei der Begrenzungsinitiative, war aber dennoch deutlich.

### Neuordnung des Staatsvertragsreferendums
Seit 1921 unterstanden mit dem Ausland abgeschlossene Verträge dem fakultativen Referendum. Dies galt jedoch nur für solche, welche die Schweiz unbefristet oder für mehr als 15 Jahre banden. Als sich die internationalen Beziehungen der Schweiz und ihre aussenpolitischen Aktivitäten intensivierten, gab es vermehrt Forderungen nach einer Anpassung. Eine 1973 von der Nationalen Aktion eingereichte Volksinitiative verlangte, dass das Staatsvertragsreferendum auf alle Verträge ausgedehnt werden sollte – und zwar auch rückwirkend. Die Initiative wollte nämlich in erster Linie erreichen, dass die Fremdarbeiterübereinkommen und insbesondere das 1964 mit Italien geschlossene Abkommen über ausländische Arbeitskräfte nachträglich zur Volksabstimmung gebracht werden konnten. Dies ging dem Bundesrat entschieden zu weit, weshalb er dem Parlament einen Gegenentwurf unterbreitete. Wie schon im Parlament hatte die Initiative auch in der Abstimmungskampagne einen schweren Stand; ausser bei der Nationalen Aktion fand sie nur bei den Republikanern Unterstützung. Die Befürworter behaupteten, ihnen gehe es einzig darum, dem Volk ein umfassendes Mitbestimmungsrecht in der Aussenpolitik zu verleihen und damit Entwicklungen der letzten Jahre zu korrigieren. Dies sei notwendig, da die Aussenpolitik immer stärker in die Innenpolitik hineinwirke. Zu den Gegnern gehörten alle anderen Parteien. Sie hielten die Initiative für völkerrechtlich unhaltbar, da sie das Ansehen und Vertrauen der Schweiz im Ausland gefährde. Explizit verwiesen sie auf die Absicht der Initianten, das Abkommen mit Italien nachträglich zu Fall zu bringen. Fast vier Fünftel der Abstimmenden und alle Kantone lehnten die Initiative ab.

### Gegenentwurf zur Staatsvertragsinitiative
Der vom Parlament verabschiedete Gegenentwurf zur Staatsvertragsinitiative sah einen differenzierten Ausbau der demokratischen Mitbestimmungsrechte vor. Allfällige Beitritte zu Organisationen für kollektive Sicherheit oder zu supranationalen Gemeinschaften sollten obligatorisch Volk und Ständen vorgelegt werden, während völkerrechtliche Verträge dann dem fakultativen Referendum unterstehen sollten, wenn sie unbefristet oder unkündbar waren, den Beitritt zu einer internationalen Organisation vorsahen oder eine multilaterale Rechtsvereinheitlichung herbeiführten. Alle grossen Parteien waren sich darin einig, dass die Mitwirkung des Volkes in der Aussenpolitik verstärkt werden müsse. Der Gegenentwurf bringe nicht nur mehr Demokratie, sondern schaffe auch Klarheit darüber, welche Abkommen in Zukunft dem fakultativen oder obligatorischen Referendum unterstehen. Einzelne Vertreter bürgerlicher Parteien lehnten neben der Initiative auch den Gegenentwurf ab, denn sie wehrten sich grundsätzlich gegen einen Ausbau der direktdemokratischen Mitbestimmung in der Aussenpolitik. Mehr Mitsprache führe nicht zwangsläufig zu besserer Demokratie. Vielmehr würden dadurch die Führungsaufgabe des Bundesrates in der Aussenpolitik erschwert und Verhandlungspositionen der Schweiz geschwächt. Über drei Fünftel der Abstimmenden und eine deutliche Mehrheit der Kantone stimmten dem Gegenentwurf zu; Nein-Mehrheiten gab es nur in den Kantonen Obwalden und Schwyz.

## Abstimmungen am 12. Juni 1977

### Ergebnisse
| Nr. | Vorlage                                                                                                  | Art | Stimm- berechtigte | Abgegebene Stimmen | Beteiligung | Gültige Stimmen | Ja        | Nein      | Ja-Anteil | Nein-Anteil | Stände | Ergebnis |
| --- | --- | --- | ------------------ | ------------------ | ----------- | --------------- | --------- | --------- | --------- | ----------- | ------ | -------- |
| 268 | Bundesbeschluss vom 17. Dezember 1976 über die Neuordnung der Umsatzsteuer und der direkten Bundessteuer | OR  | 3'795'796          | 1'898'268          | 50,02 %     | 1'877'874       | '0760'830 | 1'117'044 | 40,52 %   | 59,48 %     | 1:21   | nein     |
| 269 | Bundesbeschluss vom 17. Dezember 1976 über die Steuerharmonisierung                                      | OR  | 3'795'796          | 1'894'655          | 49,91 %     | 1'848'724       | 1'133'652 | '0715'072 | 61,32 %   | 38,68 %     | 17½:4½ | ja       |

### Neuordnung der Umsatz- und direkten Bundessteuer
Aufgrund der wirtschaftlichen Krise betrug das jährliche Defizit des Bundes 1974 mehr als eine Milliarde Franken, weshalb der Bundesrat eine Neuordnung des Fiskalrechts als unerlässlich ansah. Im März 1976 unterbreitete er dem Parlament den Entwurf eines entsprechenden Bundesbeschlusses für eine Verfassungsänderung. Er sah den Ersatz der Warenumsatzsteuer (WUSt) durch die umfassendere Mehrwertsteuer (MWSt) vor, was Mehreinnahmen von rund drei Milliarden Franken erzeugen würde. Der MWSt-Satz sollte maximal 10 Prozent betragen, während das Hotel- und Gastgewerbe maximal 6 Prozent bezahlen sollten und für Güter des täglichen Gebrauchs ein Steuersatz von maximal 3 Prozent vorgesehen war. Ausserdem sollten zum Ausgleich der kalten Progression die unteren und mittleren Einkommensschichten bei der Wehrsteuer (heutige direkte Bundessteuer) entlastet werden, was die Einnahmen des Bundes um jährlich rund 500 Millionen verringern würde. Die parlamentarische Debatte war lang und kontrovers, doch schliesslich einigten sich beide Parlamentskammern. Die meisten grösseren Parteien, Wirtschaftsdachverbände und Arbeitnehmerorganisationen unterstützten die Vorlage. Mit einer äusserst intensiven Kampagne versuchten sie die Stimmberechtigten davon zu überzeugen, dass kein Weg an neuen Einnahmen für den Bund vorbeiführe. LdU, PdA, POCH, Nationale Aktion und Republikaner sowie Teile von FDP und SVP lehnten die Vorlage aus ganz unterschiedlichen Gründen ab. Letztlich verfehlte sie das Volks- und Ständemehr ziemlich deutlich, nur im Kanton Graubünden resultierte eine knappe Ja-Mehrheit.

### Steuerharmonisierung
Gleichzeitig mit der Mehrwertsteuer-Vorlage unterbreitete der Bundesrat auch einen Entwurf eines Bundesbeschlusses zur Steuerharmonisierung. Er folgte dem Vorschlag der mit dieser Frage betrauten Nationalratskommission und vertrat die Auffassung, dass die Harmonisierung nur formeller Art sein sollte. Eine Belastungsangleichung zwischen den einzelnen Kantonen sei nicht über einheitliche Tarife und einheitliche Freibeträge zu verwirklichen, sondern durch eine Verbesserung des bundesstaatlichen Finanzausgleichs. Dies sei aber nur möglich, wenn die Besteuerungsgrundsätze überall gleich seien. Der neu einzuführende Verfassungsartikel sollte den Kantonen die materielle Tariffreiheit bei den direkten Steuern belassen, aber eine Angleichung der Steuergesetzgebungen von Bund, Kantonen und Gemeinden vorsehen. Das Parlament verabschiedete die Vorlage fast einstimmig; nur die LPS und die PdA sprachen sich dagegen aus. Entsprechend flau verlief die Abstimmungskampagne. Über drei Fünftel der Abstimmenden und die überwiegende Mehrheit der Kantone stimmten der Verfassungsänderung zu.

## Abstimmungen am 25. September 1977

### Ergebnisse
| Nr. | Vorlage | Art | Stimm- berechtigte | Abgegebene Stimmen | Beteiligung | Gültige Stimmen | Ja        | Nein      | Ja-Anteil | Nein-Anteil | Stände | Ergebnis |
| --- | --- | --- | ------------------ | ------------------ | ----------- | --------------- | --------- | --------- | --------- | ----------- | ------ | -------- |
| 270 | Bundesbeschluss vom 25. März 1977 über die Volksinitiative «für einen wirksamen Mieterschutz»                                  | VI  | 3'811'426          | 1'966'181          | 51,59 %     | 1'886'434       | '0796'825 | 1'043'798 | 42,24 %   | 57,76 %     | 3½:18½ | nein     |
| 270 | Gegenentwurf zur Volksinitiative «für einen wirksamen Mieterschutz»                                                            | GE  | 3'811'426          | 1'966'181          | 51,59 %     | 1'886'434       | '0777'604 | '0944'806 | 41,22 %   | 58,78 %     | 7:15   | nein     |
| 271 | Eidgenössische Volksinitiative «gegen die Luftverschmutzung durch Motorfahrzeuge»                                              | VI  | 3'811'426          | 1'969'501          | 51,36 %     | 1'898'210       | '0740'842 | 1'157'368 | 39,03 %   | 60,97 %     | 1½:20½ | nein     |
| 272 | Bundesbeschluss vom 25. März 1977 über die Erhöhung der Unterschriftenzahl für das Referendum (Art. 89 und 89bis BV)           | OR  | 3'811'426          | 1'967'555          | 51,61 %     | 1'894'047       | 1'095'631 | '0798'416 | 57,85 %   | 42,15 %     | 18:4   | ja       |
| 273 | Bundesbeschluss vom 25. März 1977 über die Erhöhung der Unterschriftenzahl für die Verfassungsinitiative (Art. 120 und 121 BV) | OR  | 3'811'426          | 1'968'023          | 52,00 %     | 1'883'645       | 1'068'157 | '0815'488 | 56,71 %   | 43,29 %     | 19:3   | ja       |
| 274 | Eidgenössische Volksinitiative «für die Fristenlösung»                                                                         | VI  | 3'811'426          | 1'979'163          | 51,93 %     | 1'924'255       | '0929'325 | '0994'930 | 48,30 %   | 51,70 %     | 7:15   | nein     |

### Mieterschutzinitiative
Vom Zweiten Weltkrieg bis 1970 bestanden Massnahmen zum Schutz der Mietpreise. Danach waren sie vollständig dem Markt überlassen, weil der Bund den in Ballungsräumen weiterhin bestehenden Wohnraummangel mit Wohnbauförderung und verstärkten Mieterschutzbestimmungen bekämpfen wollte. Dennoch musste er bereits 1972 Schutzmassnahmen per Dringlichkeitsrecht beschliessen. Erst drei Jahre später machten sich der wachsende Leerwohnungsbestand und die sinkenden Hypothekarzinsen in Form stabiler Mietzinse spürbar, Senkungen hingegen waren selten. Eine 1973 vom Mouvement populaire des familles eingereichte Volksinitiative verlangte, Mietzinsen per Bewilligungspflicht der staatlichen Kontrollen zu unterwerfen. Die allgemeinverbindlich einzuführende Kostenmiete sollte lediglich der Kostendeckung und einer angemessenen Verzinsung des Eigenkapitals dienen. Ebenso sollte der Kündigungsschutz stark erweitert und in der Verfassung verankert werden. Bundesrat und Parlament wiesen die Initiative zurück, erarbeiteten aber einen Gegenentwurf. Sämtliche Linksparteien, Mieterschutzorganisationen und auch der Pächterverband unterstützten die Initiative. Sie sahen darin ein Instrument, um die schwache Position der Mieter auf dem Wohnungsmarkt zu verbessern. Ebenso seien die Vermieter nicht bereit, die Preise bei sinkender Nachfrage anzupassen. Bürgerliche Parteien, Arbeitgeberverbände und der Hauseigentümerverband verwiesen auf frühere negative Erfahrungen mit der Mietpreiskontrolle, die unter Umständen kontraproduktiv sein könne. Knapp drei Fünftel der Abstimmenden lehnten die Initiative ab. Angenommen wurde sie nur in den Kantonen Basel-Stadt, Genf, Neuenburg und Waadt.

### Gegenentwurf zur Mieterschutzinitiative
Der vom Parlament beschlossene Gegenentwurf zur Mieterschutzinitiative sah lediglich vor, die bestehenden, bisher aber nur regional geltenden Missbrauchsbestimmungen auf die ganze Schweiz anzuwenden. Hingegen sollte weiterhin auf eine Mietpreiskontrolle verzichtet werden, sodass sich die Preise nach dem Angebot und der Nachfrage richten würden. Sowohl Befürworter als auch Gegner waren sich aber einig, dass Missbräuche bekämpft werden müssten. Umso überraschender war das Ergebnis, denn die Ablehnung des an sich wenig kontroversen Gegenentwurfs fiel noch ein wenig deutlicher aus als bei der Initiative. Zustimmung fand sie nur in einigen Kantonen der Zentral- und Ostschweiz. Hauptgrund dafür dürfte der damals geltende Abstimmungsmodus gewesen sein, der der kein «doppeltes Ja» zuliess, sodass sich die Stimmen der Befürworter einer neuen Regelung aufspalteten.

### Initiative gegen Luftverschmutzung
Anfang der 1970er Jahre wuchs das Bedürfnis nach einer stärkeren Eindämmung von Verkehrsemissionen. 1973 forderte das Parlament vom Bundesrat Vorschläge zur Verschärfung der Abgasvorschriften. Das Abkommen über die Ausrüstung von Motorfahrzeugen der UNEC, dem die Schweiz im selben Jahr beitrat, sah ebenfalls Begrenzungen des Schadstoffausstosses vor. Der bis dahin wenig bekannten «Arbeitsgruppe saubere Schweiz» genügte dies nicht, weshalb sie 1974 eine Volksinitiative einreichte. Sie verlangte für Neuwagen ab 1977 strenge Grenzwerte bezüglich Kohlenmonoxide, Kohlenwasserstoffe und Stickoxide. Der Bundesrat verwies auf die Übereinstimmung der Ziele, lehnte jedoch den vorgeschlagenen Zeitplan des Volksbegehrens klar ab. Da für 1982 auf gesetzlichem Weg ohnehin fast identische Grenzwerte vorgesehen waren, nahm dies der Initiative viel Wind aus den Segeln. Dass Verschärfungen nötig seien, darüber waren sich das linke Lager und die bürgerlichen Parteien weitgehend einig. So drehte sich die Diskussion fast nur noch um den richtigen Einführungszeitpunkt. Die Gegner argumentierten, dass einige Autohersteller vor 1982 noch nicht in der Lage seien, den Vorgaben zu entsprechen, was zu einer Beschränkung des Angebots und höheren Preisen führen würde. Knapp drei Fünftel der Abstimmenden lehnten die Initiative ab, Ja-Mehrheiten gab es in den urbanen Kantonen Basel-Stadt und Genf. Als Hauptgrund für die Ablehnung wurde angeführt, dass die zeitliche Realisierbarkeit zu knapp bemessen sei.

### Unterschriftenzahl bei Referenden
Forderungen nach einer Erhöhung der für Referenden erforderlichen Anzahl Unterschriften reichen bis in die 1920er Jahre zurück. Neue Aktualität erhielten sie nach der Einführung des Frauenstimmrechts im Jahr 1971. Mehrere parlamentarische Vorstösse verlangten abermals die Anpassung der Unterschriftenzahlen an die neuen Verhältnisse (Verdoppelung der Stimmberechtigten). Sie brachten damit die Angst zum Ausdruck, eine «Flut von Volksbegehren könnte die Gesetzesmaschinerie blockieren». 1975 schlug der Bundesrat vor, die für Referenden benötigte Anzahl Unterschriften von bisher 30'000 auf neu 60'000 zu verdoppeln. Im Differenzbereinigungsverfahren setzte sich der Ständerat mit seiner Haltung durch, die erforderliche Unterschriftenzahl auf 50'000 zu begrenzen. Im Abstimmungskampf wandten sich neben der SP auch die PdA, die POCH, der LdU, die LPS, die Nationale Aktion und die Republikaner gegen die Vorlage. Ihr Hauptargument war die befürchtete Schwächung der Volksrechte und deren Funktion des Minderheitenschutzes. Auf der anderen Seite machten CVP, FDP und SVP geltend, dass die immer grössere Zahl von Abstimmungen die ernsthafte Meinungsbildung geradezu unmöglich mache. Es handle sich lediglich um eine Anpassung an die gewachsene Stimmbürgerschaft. Eine deutliche Mehrheit von Volk und Ständen nahm die Verfassungsänderung an, Nein-Mehrheiten gab es in den Kantonen Genf, Neuenburg, Waadt und Wallis.

### Unterschriftenzahl bei Volksinitiativen
Ähnlich war die Ausgangslage bei den vom Bundesrat vorgeschlagenen höheren Hürden für Volksinitiativen. Hier sollte die benötigte Unterschriftenzahl von 50'000 auf 100'000 verdoppelt werden. Die Annahme der Vorlage fiel etwas weniger deutlich aus, im Unterschied zur Vorlage über die Referenden stimmte allerdings der Kanton Wallis mehrheitlich Ja.

### Fristenlösung
Die Schweizerische Vereinigung für Straflosigkeit des Schwangerschaftsabbruchs (SVSS) lancierte 1975 eine Volksinitiative zur Einführung der Fristenlösung zu dem Zeitpunkt, als sich abzeichnete, dass die zwei Jahre zuvor eingereichte Volksinitiative «für Straflosigkeit der Schwangerschaftsunterbrechung» im Parlament scheitern würde. Da die gleichzeitig als Gegenentwurf vorgeschlagene Fristenlösung nur knapp abgelehnt wurde, zog die SVSS später die erste Initiative zugunsten der weniger weit gehenden Fristenlösungsinitiative zurück. Diese forderte die Straflosigkeit einer Abtreibung in den ersten zwölf Wochen der Schwangerschaft. Das Parlament sprach sich schliesslich im Juni 1977 für die gesetzliche Verankerung einer erweiterten Indikationenlösung aus, die neben medizinischen auch soziale, juristische und eugenische Gründe zulassen würde. Diese stand als indirekter Gegenentwurf der mittlerweile eingereichten und vom Parlament ebenfalls abschlägig behandelten Fristenlösungsinitiative gegenüber. Die Abstimmungskampagne wurde sehr emotional und intensiv geführt. Die linken Parteien unterstützten die Fristenregelung vorbehaltlos und argumentierten in erster Linie mit der freien Wahl zur Mutterschaft, die jeder Frau zustehe. Zudem würden die geltenden Regeln kantonal unterschiedlich angewendet und ärmere Frauen benachteiligen. Insbesondere die CVP und die EVP begründeten ihre Ablehnung mit dem unantastbaren Recht auf Leben. Ausserdem müsse sich die Schweiz wieder ihrer ethischen und religiösen Grundwerte besinnen, in deren Zentrum die Familie stehe. Trotz des massiven Engagements der Gegner gelang der Initiative ein Achtungserfolg mit über 48 Prozent Zustimmung.

## Abstimmungen am 4. Dezember 1977

### Ergebnisse
| Nr. | Vorlage | Art | Stimm- berechtigte | Abgegebene Stimmen | Beteiligung | Gültige Stimmen | Ja      | Nein    | Ja-Anteil | Nein-Anteil | Stände | Ergebnis |
| --- | --- | --- | ------------------ | ------------------ | ----------- | --------------- | ------- | ------- | --------- | ----------- | ------ | -------- |
| 275 | Volksinitiative «zur Steuerharmonisierung, zur stärkeren Besteuerung des Reichtums und zur Entlastung der unteren Einkommen (Reichtumssteuer-Initiative)» | VI  | 3'816'824          | 1'461'486          | 38,29 %     | 1'438'132       | 637'994 | 800'138 | 44,36 %   | 55,64 %     | 2½:19½ | nein     |
| 276 | Bundesgesetz vom 17. Dezember 1976 über die politischen Rechte                                                                                            | FR  | 3'816'824          | 1'454'520          | 38,11 %     | 1'362'824       | 809'862 | 552'962 | 59,43 %   | 40,57 %     | –      | ja       |
| 277 | Bundesbeschluss vom 5. Mai 1977 über die Einführung eines zivilen Ersatzdienstes                                                                          | OR  | 3'816'824          | 1'461'173          | 38,27 %     | 1'419'601       | 533'733 | 885'868 | 37,60 %   | 62,40 %     | 0:22   | nein     |
| 278 | Bundesgesetz vom 5. Mai 1977 über Massnahmen zum Ausgleich des Bundeshaushaltes                                                                           | FR  | 3'816'824          | 1'456'666          | 38,15 %     | 1'392'391       | 869'266 | 523'125 | 62,43 %   | 37,57 %     | –      | ja       |

### Reichtumssteuerinitiative
Während der Wirtschaftskrise Mitte der 1970er Jahre gab es vermehrt Forderungen nach einer Neugestaltung des Schweizer Steuerwesens. Eine 1974 von der SP eingereichte Volksinitiative wollte die Steuergerechtigkeit verbessern. Zu diesem Zweck sollten höhere Einkommen und Vermögen stärker besteuert sowie niedrige Einkommen entlastet werden. Ebenfalls vorgesehen war eine Steuerharmonisierung zwischen den Kantonen, mit national verbindlichen Vorschriften für die Steuerbemessung und das Veranlagungsverfahren. Der Bundesrat empfahl die Ablehnung der Initiative und kritisierte, dass der angestrebte Systemwechsel nur geringe Mehreinnahmen generieren würde (falls überhaupt). Als indirekten Gegenentwurf stellte er der Initiative eine formelle Steuerharmonisierung gegenüber, die bereits am 12. Juni 1977 angenommen worden war. Unterstützung erhielten die Initianten vom Schweizerischen Gewerkschaftsbund, der PdA und den POCH. Sie betonten, dass die formelle und materielle Steuerharmonisierung, die stärkere Besteuerung des Reichtums und die Entlastung der unteren Einkommen ein Gebot der Gerechtigkeit seien. Dadurch würden die Steuerflucht und der Steuerwettbewerb zwischen den Kantonen beseitigt. Bürgerliche Parteien lehnten eine «Klassensteuer» entschieden ab, da sie der Wirtschaft und dem für die Kapitalbildung und die Investitionstätigkeit massgeblichen privaten Eigentum untragbare fiskalische Belastungen zumute. Rund 45 Prozent der Abstimmenden lehnten die Initiative ab, die immerhin in den Kantonen Basel-Stadt, Bern und Neuenburg eine Mehrheit fand.

### Politische Rechte
Die Regelungen zur Ausübung der politischen Rechte waren veraltet und in der Praxis mangelhaft. Sie reichten zum Teil bis ins Jahr 1870 zurück und waren auf zahlreiche Sondererlasse mit unzähligen Verweisen verteilt. 1971 erteilte die Bundeskanzlei einer Kommission den Auftrag, Vorschläge für ein integrales Gesetz zu erarbeiten. Vier Jahre später legte der Bundesrat einen entsprechenden Gesetzesentwurf vor, der nur wenige materielle Neuerungen umfasste. Die wichtigste war das Abstimmungsbüchlein, das zukünftig dem zugesandten Abstimmungsmaterial beigelegt werden und sachliche Erläuterungen des Bundesrates zu jeder Vorlage enthalten sollte. Das Parlament stimmte 1976 dem bundesrätlichen Vorschlag weitgehend zu, nahm aber eine bedeutende Änderung vor, und zwar die zeitliche Befristung der Unterschriftensammlung für Volksinitiativen auf 18 Monate. Verschiedene linke Gruppen ergriffen daraufhin das Referendum, wobei in der Abstimmungskampagne die Front nicht entlang dem üblichen Links-Rechts-Graben verlief. Die Gegner stiessen sich daran, dass das «doppelte Ja» bei Initiativen mit Gegenentwurf weiterhin nicht zulässig sein würde. Ausserdem stelle die Beschränkung der Sammelfrist eine Benachteiligung kleiner Gruppierungen dar. Auf der anderen Seite wiesen die Befürworter darauf hin, dass 18 Monate als Sammelfrist in den allermeisten Fällen mehr als ausreichend seien. Die geplante Einführung der brieflichen Stimmabgabe werde zu einer grösseren Beteiligung führen, was durchaus im Sinne der Demokratie sei. Schliesslich werde das Abstimmungsbüchlein zu einer sachlichen Diskussion und breiten Meinungsbildung beitragen. Fast drei Fünftel der Abstimmenden nahmen die Vorlage an.

### Einführung eines zivilen Ersatzdienstes
Die stetig steigende Zahl der Militärdienstverweigerungen bewog den Bund 1966 dazu, die rechtlichen Möglichkeiten zur Einführung eines zivilen Ersatzdienstes abklären zu lassen. Ein Rechtsgutachten kam zum Schluss, dass dies nur mit einer Verfassungsänderung möglich sei. 1973 ging das Parlament auf eine Volksinitiative «für die Schaffung eines Zivildienstes» ein, die in Form einer allgemeinen Anregung formuliert war. Noch im selben Jahr legte der Bundesrat einen Entwurf vor, der Wehrpflichtigen, die den Militärdienst aus religiösen oder ethischen Gründen mit ihrem Gewissen nicht vereinbaren können, die Möglichkeit eines zivilen Ersatzdienstes eröffnen sollte. Beide Parlamentskammern stimmten der Vorlage zu. In der Abstimmungskampagne kam sie von zwei Seiten unter Beschuss. Rechtsbürgerliche Kreise lehnten den Zivildienst grundsätzlich ab oder sahen die allgemeine Wehrpflicht gefährdet, während linke Gruppierungen das Fehlen politischer Verweigerungsgründe kritisierten. Die Befürworter in der Mitte des politischen Spektrums machten geltend, dass die Vorlage immerhin einem Teil der Dienstverweigerer künftig eine Verurteilung ersparen würde. Fast zwei Drittel der Abstimmenden und alle Kantone lehnten die Vorlage ab.

### Ausgleich des Bundeshaushaltes
Zur Sanierung der Bundesfinanzen schlug der Bundesrat neben einer Mehrwertsteuer (am 12. Juni 1977 in der Abstimmung gescheitert) auch eine Kürzung der Ausgaben vor. Mit der Revision von 36 Einzelerlassen auf Gesetzesstufe sowie mit zwei Bundesbeschlüssen sollten rund 500 Millionen Franken eingespart werden. Nach kurzer Detailberatung stimmte das Parlament dem Sparpaket mit wenigen Änderungen zu. Dagegen ergriffen die linken Gruppierungen PdA, Partito Socialista Autonomo und POCH erfolgreich das Referendum. Später erhielten sie Unterstützung durch die SP, den Schweizerischen Gewerkschaftsbund und den Christlichnationalen Gewerkschaftsbund. Sie kritisierten vor allem die geplanten Einsparungen bei den Bundesbeiträgen an die Krankenkassen, was die sozial Schwächeren treffe. Die Mitte- und Rechtsparteien sowie die Wirtschaftsverbände appellierten an den Sparwillen und betonten, dass nur ein haushälterischer Umgang im Finanzbereich vor zukünftigen Steuererhöhungen schütze. Mehr als drei Fünftel der Abstimmenden nahmen die Vorlage an.